# 네프론
콩팥단위 또는 신장단위(腎臟單位, 신단위) 또는 네프론(영어: nephron)은 신장의 구조와 기능을 이루는 기본 단위로써 오줌을 생성하는 데 중요한 역할을 한다. 네프론은 신소체(사구체와 사구체주머니), 근위세뇨관(토리쪽곱슬뇨세관), 헨레고리, 원위세뇨관(먼쪽곱슬뇨세관), 집합관으로 구성되어 있다. 사구체를 통해 걸러진 오줌은 세뇨관을 거치며 재흡수와 분비 작용을 받은 뒤 집합관으로 이동한다. 이 때 재흡수와 분비 작용은 호르몬의 영향으로 이루어진다. 보통 신장 한 개에는 100~150만 개의 네프론이 존재하고 있다. 신장염과 같은 감염 병증으로 네프론의 기능이 마비되거나, 기타 병증으로 네프론의 수가 감소할 경우 신부전이 나타나게 된다.

## 구조

### 세뇨관
세뇨관(renal tubule, 細尿管)은 네프론을 이루는 가늘고 긴 관으로, 콩팥의 겉 부분의 신소체에서 시작하여 신장의 안쪽 부분으로 들어갔다 다시 겉부분으로 나온다. 세뇨관은 주변의 모세 혈관에 둘러싸여 있어 분비와 재흡수 등 물질 교환이 일어난다. 세뇨관은 궁극적으로 집합관으로 모여서 신우로 연결되고, 신우에 모인 오줌은 수뇨관을 통해 방광으로 이동한다. 세뇨관 상피는 입방 상피의 형태를 띈다.

## 기능
네프론은 혈관으로부터 원뇨를 여과하여 영양소와 물, 무기염류를 재흡수하고 노폐물을 분비하여 최종적으로 오줌을 만든다. 체액의 삼투농도와 pH 항상성의 주요 조절 지점이다. 알도스테론, 항이뇨호르몬 등의 호르몬들이 이에 작용, 몸의 항상성을 조절한다.

## 같이 보기
- 신장
- 사구체
- 사구체주머니
- 신소체
- 세뇨관
- 집합관
- 항이뇨호르몬
- 알도스테론